# Saint Martins
Saint Martins es una parroquia canadiense situada en la provincia de Nuevo Brunswick.

## Superficie
Saint Martins tiene una superficie de 629 km².

## Demografía
En 2021, tenía 1177 habitantes, una densidad poblacional de 1,9 hab./km², y 597 viviendas.